# Bulle spéculative de 1968 dans l'informatique
La Bulle spéculative de 1968 dans l'informatique a vu sur la Bourse de Wall Street un envol des cours des sociétés du secteur de  l'informatique, en particulier des plus petites. Ells s'étaient faites plus nombreuses en Bourse à partir de 1965, notamment dans un secteur émergent, celui du logiciel, qui vit dans les années 1960 sa première reconnaissance publique. Malgré les assassinats, les villes en flammes, les sit-in étudiants et les manifestations politiques, le marché boursier n’a cessé de monter jusqu'en décembre 1968: le S&P 500 prend 16 %, mais la hausse bénéficie surtout aux petites sociétés innovantes, avant une correction boursière qui dure jusqu'au 26 mai 1970, prenant de l'ampleur au printemps 1970, comparée au krach des actions technologiques de 2000-2002.
Avec l'engouement pour des "actions glamour, comme IBM, Texas Instruments et Xerox"; la bullet reflète "un problème d’évaluation et de spéculation" assez "semblable" à celui de "la fin des années 1990", selon James Stack, president of InvesTech Research and Stack. La période du 20 janvier 1967 au 20 janvier 1968 avait vu le Dow Jones progresser de 24% et il aurait dû s'assagir en 1968, d'autant que le politique monétaire était resserrée, tout comme la politique budgétaire avec des hausses d'impôts sur les hauts-revenus à l'été 1968.
En 1965, l'entrée en Bourse d'Applied Data Research, un des premiers éditeurs de logiciels indépendants, a joué un rôle important dans l'attrait pour les placements boursiers car elle couplée avec la première demande d'un brevet pour un logiciel, effectuée en avril 1965 pour Autoflow, afin de se protéger d'IBM, qui espérait copier et proposer gratuitement ce logiciel à ses clients,. Son action est multipliée par cinq en trois ans car ce logiciel génère des revenus significatifs dès 1966.

## Spéculations politiques
Les spéculations politiques sont une habitude des marchés boursiers américains, ainsi en septembre 1955 les actions avaient chuté de 6,5 % en un seul jour lorsque Eisenhower a subi une crise cardiaque soudaine. Sur la période globale du mandat de Lyndon Johnson, le Dow Jones a pris 46%, soit moins que sous Clinton, Obama et Truman, mais mieux que sous Kennedy et Carter. Selon Jeremy Siegel, le professeur de finance Russell E. Palmer à la Wharton School de l’Université de Pennsylvanie, de 1952 à juin 2020, les rendements boursiers réels annualisés sous les démocrates ont été de 10,6 % comparativement à 4,8 % pour les républicains, le meilleur rendement cumulé du marché boursier revenant à la période Bill Clinton, avec près de 210 % et la pire celle de George W. Bush, avec -40 %.

### Sur les émeutes urbaines
Les émeutes urbaines étaient récurrentes chaque été depuis celles de Harlem en 1964, mais après l’assassinat de Martin Luther King en avril 1968, le pire des nombreux événements terribles de cette année-là, elles ont eu lieu "dans 125 villes américaines  et la célèbre division d'infanterie du 82ème Airborne arpente les rues. Quelques semaines plus tard, c'est l'assassinat de Robert F. Kennedy, le 5 juin 1968: le chroniqueur financier de Barron's Randall Forsight, alors lycéen, "craint que la société ne soit en train de s’effondrer".
Les émeutes urbaines exacerbent les tensions au sein du parti démocrate, qui se présente avec deux candidats à cette élection, le démocrate modéré William Wallace, représentant du Sud, obtenant finalement plus de 10% des voix.

### Sur la fin de la guerre du Vietnam
Le président américain Lyndon B. Johnson créé la stupeur en se retirant de la course présidentielle le 31 mars 1968, retrait couplé au souhait d'arrêter les bombardements au Vietnam, et laissant cependant sept mois à son remplaçant pour faire campagne, sans imaginer la victoire surprise du républicain Richard Nixon à l'élection présidentielle américaine de novembre 1968. La Bourse de New York a "fortement progressé" après cette double annonce.
L’opposition à la guerre du Vietnam n'avait cessé d'augmenter, prenant une forme moins pacifique, et débouchant sur "des affrontements violents à la convention démocrate de Chicago".
En août, le Wall Street Journal, affirme que Lyndon B. Johnson est prêt "à ordonner un arrêt complet des bombardements contre le Vietnam du Nord, en  échange d'une " promesse secrète " des Nord-Vietnamiens de ne plus lancer d'attaques contre les villes sud - vietnamienne, et veut se faire inviter à Moscou, en vue de régler définitivement le conflit vietnamien, mais juste après un article du New York Times, "les représentants de Hanoï tendent à minimiser l'importance" de l'information. Au même moment, Richard Nixon a annoncé qu'il ne se rendrait pas, comme il l'avait promis au début de la semaine, en Union soviétique.
Nixon va « secrètement saboter les pourparlers de paix », afin de priver l’administration sortante d'une "victoire diplomatique" et ainsi affaiblir les chances du candicat Hubert Humphrey, comme évoqué par Luke A. Nichter, professeur d’histoire à l’Université Chapman, dans « L’année qui a brisé la politique : collusion et chaos lors de l’élection présidentielle de 1968 ». Haldeman, chef de cabinet de la campagne de Nixon, se voit ordonner à la fin d’octobre 1968 de trouver des moyens de saboter les pourparlers de paix productifs, afin qu’un électorat américain frustré se tourne vers les républicains comme leur seul espoir de mettre fin à la guerre.
Finalement, Richard Nixon bat Hubert Humphrey par seulement 0,60 point d'écart, alors que lors de la précédente, l'élection présidentielle américaine de 1964, le démocrate Lyndon Johnson avait balayé Barry Goldwater par 22,55 points d'écart, le deuxième plus important de l'histoire.
Ce retournement a coïncidé avec celui du marché qui a cessé de monter en décembre 1968, la nouvelle administration étant moins favorable à la déreglementation et à l'idée d'un réseau public et ouvert à tous pour le transport de données sur les lignes téléphoniques à l'échelle nationale, dans le sillage de ce qui  a été annoncé en avril 1968 par ATT mais qui était encore en septembre 1968 dans l'attente du feu vert de la Commission fédérale des communications (FCC).
Jusqu'à ce résultat électoral inattendu, la commission de contrôle anti-trust chargée de contrôler la loi américaine anti-trust et combattre les situations d'abus ou de monopole s'était montrée offensive, notamment en janvier 1968 quand elle avait, avec le concours de l'avocat progressiste  Ralph Nader  réussi à faire reculer ITT, ouvrant la voie en mars 1968 à la procédure lancée par Control Data contre IBM.

## Spéculations sur l'économie américaine

### Le mythe de la "croissance rapide"
L’économie américaine vivait "une des expansions les plus robustes de l’histoire", stimulée par les programmes de la Grande Société et les dépenses liées à la guerre du Vietnam.
Selon la Dun’s Business Review de janvier 1971, un "mythe" de la "croissance rapide" a conduit les investisseurs à rêver de taux de croissance annuels proches de 30% et pouvant "durer pendant une période prolongée". Mais après cette "période d’euphorie excessive", qui a propulsé à la fin des années 1960 les actions technologiques dans l’espace, au moment des premiers vols lunaires d’Apollo, en bénéficiant du mantra de "cette fois, c’est différent", un krach des actions technologiques est survenu.
Les revenus des ménages ont augmenté de 9,8 %, en rythme annuel, au premier semestre 1968. Pour réduire le déficit, le Congrès a adopté une surtaxe de 10 % sur les hauts revenus à la mi-1968, ce qui n’a guère freiné leurs dépenses, tandis que la production a été entravée par des goulets d’étranglement et des grèves, selon un rapport de la Réserve fédérale de St. Louis. Les taux d’intérêt ont augmenté, mais la banque centrale a "répondu à l’augmentation de la demande de crédit "en laissant croître son bilan "à un taux annuel de près de 10 %". La masse monétaire a augmenté à un taux annuel de 9,7 %, créant "une liquidité abondante alimentant une économie forte".
En 1968, la "surabondance de dollars résultant des politiques budgétaires américaines" a provoqué les "premières fissures dans le système de Bretton Woods, amenant ultérieurement le président républicain Richard Nixon a mettre fin à la convertibilité du dollar en or le 15 août 1971, ce qui "causera une grande consternation".
L’inflation et les taux d’intérêt ont "bondi en 1969", et le marché boursier avait chuté de plus de 30 % à la mi-1969, depuis son "sommet de fin 1968, alors que la Fed a fortement resserrée sa politique monétaire"    Dans la foulée, "l’économie a connu une brève récession de décembre 1969 à novembre 1970", avec un taux de chômage en hausse mais qui est resté "modéré", à 5,5% de la population active
En 1968, le Congrès s’est fixé comme objectif budgétaire de réduire l'excès de croissance de la demande en réduisant les dépenses fédérales de 6%et en instaurant une augmentation temporaire d’un  an des impôts, sous la forme d’une surtaxe de 10%, coup de frein suffisant pour faire craindre aux keynésiens qu'il était excessif. En décembre 1968, l'inflation est à seulement 3,3% et la hausse des prix de 4% sur l'année. Les sondages auprès des entreprises montrent en décembre 1968 qu'elles prévoient d'augmenter leurs investissements de 9%, puis en mars 1969 de 14%, au point qu' à partir de janvier 1969 les taux sur le marché interbancaire américain se tendent, incitant au recours aux eurodollars.

## Spéculations industrielles

### Premier brevet logiciel de l'histoire
Autre étape importante, le 23 avril 1968 quand le premier brevet logiciel de l'histoire est finalement accordé, après trois ans d'attente, à Applied Data Research, qui est la vedette de la bulle spéculative de 1968 dans l'informatique.

### Innovations de Control Data et Scientific Data Systems
Mais d'autres titres se font aussi remarquer, Control Data, déjà la valeur phare de la précédente bulle au début des années 1960, et Scientific Data Systems (SDS). Ils vendent tous deux des ordinateurs d'architecture simple, puissante et peu couteuse, car très investie dans les circuits intégrés et l'abondance de mémoire. Tous deux préfèrent confier une partie des développements logiciels à des prestataires, ce qui permet à leur cours de Bourse de nourrir cette bulle spéculative.

### Nouveau service de données à large bande
Un nouveau service de données à large bande commutées d’usage courant, a été annoncé en avril 1968 par ATT mais était encore en septembre dans l'attente du feu vert de la Commission fédérale des communications (FCC). Il offre des liaisons de données à des vitesses allant jusqu’à 50 kilobits par seconde, 25 fois plus que la vitesse maximale actuelle offerte jusque-là.
Un premier service, beaucoup plus rustique avait été créé en 1958 par ATT. Le nouveau service de 50 kilobits par seconde permet la communication de données en grande quantité "sans avoir besoin de circuits à période complète" mais il est finalement réservé par ATT à quelques liaisons entre grandes métropoles, alors qu'il pourrait permettre à des journaux d'adopter un mode  centralisé de composition des pages de leurs éditions locales.
Ce choix de quelques liaison seulement est fait malgré les spéculations en cours, au sein même d'ATT comme à l'extérieur, sur le développement d'un "réseau aussi universel que celui consacré à la voix". C'est un réseau public, qui concurrence ceux créés par une entreprise ou une autre, notamment dans la finance boursière. Pour relier New York à Chicago, il n'est intéressant qu'à partir d'environ trois heures par jour.
En septembre 1968 se créé la Computer Time Sharing Services Section (CTSSS), présidée par  Robert Guise, cofondateur de Comshare, qui réunit une vingtaine de nouveaux opérateurs du temps partagé. Au début de 1969, elle a constaté un fort allongement des délais d'attente pour pouvoir bénéficier du nouveau service. Elle réclame un vrai service national, autour d'un vrai réseau ouvert à tous les concurrents et demande la protection des consommateurs, en citant une étude montrant qu'un fournisseur de temps partagé ayant des bureaux en différents endroits des États-Unis a fait constater que 80 % des liaisons qu'il avaient initiées en janvier, février et mars 1969 ne fonctionnaient pas correctement. En juin 1969, la CTSS lance une campagne contre les hausses de prix de 50% pratiqués sur les services des télécoms dans certains États, qui visent à empêcher la création du temps partagé là où les partenaires d'IBM et ATT ne sont pas implantés.
La FCC a alors un politique d'ouverture hésitante. Il faudra attendre le 16 juin 1972 pour l'autorisation à tous les demandeurs qualifiés de fournir un service de communication par satellite pour la transmission de signaux de télévision, de téléphone, de télégraphe et de données informatiques. La politique d'Open Sky sera recommandée par la Maison-Blanche en 1970, mais trois des personnes nommées par le président Richard Nixon à la  FCC, parmi lesquelles Dean Burch, président de la commission, mais aussi Charlotte Reid et Richard Wiley — avaient exprimé leur désaccord.

### Boom du temps partagé
Le boom du temps partagé a pourtant généré de nombreux services privés utilisant un réseau fait pour la voix, ce qui génère de nombreux problèmes, avec leur cohorte de solutions techniques.
Un de ses promoteurs, la société Tymshare s'est à ses débuts concentré sur le projet de plate-forme de l'ordinateur SDS 940, dont le logiciel était développé et conçu à l'Université de Californie à Berkeley premier fut loué mi-1966 par Tymshare , pour offrir une capacité de partage du temps limitée. Ce fut le cas aussi de Comshare, fondée en 1966 dans le Michigan, qui a réussi en 1968 une entrée en Bourse tonitruante. Chez Tymshare, Ann Hardy, programmeuse chez IBM Stretch, a réécrit le système de partage du temps pour servir 32 utilisateurs simultanés. En 1969, l'entreprise comptait trois sites, 100 employés et cinq SDS 940 et en 1968, LaRoy Tymes et Norm Hardy ont projeté de  créer un réseau avec des mini-ordinateurs pour communiquer avec les grands systèmes, mais ce nouveau réseau n'est devenu pleinement opérationnel qu'en 1970.
Richard Randall, 23 ans seulement, le futur PDG de Comshare, a "été approché par un vendeur de Scientific Data Systems qui avait à l’époque fourni un ordinateur scientifique, le SDS 930, à l’université de Californie à Berkeley", permettant aux informaticiens Mel Pirtle, Peter Deutsch et Butler Lampson, de "créer des logiciels de partage du temps et du matériel de pagination pour ce qui est devenu le SDS 940". Il est séduit par ce premier geste d'ajout d’une segmentation de la mémoire et de "pagination de la mémoire" inclus par SDS dans le SDS 930. Il se rend donc à Berkeley, où il est entré en contact physiquement avec ce vendeur "pour la première fois", dans "une sorte de centre informatique" et en ramène un échantillon du SDS 940  dans le Michigan.
Comshare arrive peu après sa création à lever à deux millions de dollars d'obligations convertibles, bénéficiant d'un financement initial de la famille Weyerhauser, puis est entrée en Bourse de New-York en 1968,,.
L’optimisme quant à l’avenir de la technologie  qu'elle voulait promouvoir a vu le cours des actions de l’entreprise doubler en deux semaines seulement. Il a ainsi rapidement atteint 50 dollars par action, contribuant à la bulle spéculative de 1968 dans l'informatique. Le prix de l'action a assez rapidement chuté ensuite, pour revenir aux environs de 2 dollars, lors de "la récession" du tout début des années 1970,

## Multiples de capitalisation jusque là inégalés
Le 4 décembre, l'Indice Dow Jones culmine à 985 points contre 825 points le 21 mars, soit une progression de près de 20%. Il était passé de 785  à 905 points en 1967, soit une progression de 12,3%.
Souvent, les cours des actions ont explosé de façon irréaliste, atteignant 50 ou même 100 fois leur bénéfice par action. Le multiple de capitalisation moyen des actions des secteurs technologiques en 1968 était même de 114. Les fabricants d’ordinateurs se sont vendus à 103 fois les bénéfices en moyenne. La société de services informatiques EDS, fondée et dirigée par Ross Perot, futur candidat indépendant à l'élection présidentielle américaine de 1992, avait même un multiple de capitalisation en 1968 de 352. En comparaison, les actions du Dow affichaient une moyenne de 16 au cours de la même année 1968.
La baisse de décembre avait débuté plus tôt pour certaines actions. Le cours d'IBM à Wall Street passe de 3,76 dollars le 3 juin 1968 à 3,08 dollars le 30 octobre 1968. A la mi-août 1968, son concurrent Control Data acquiert une banque grâce à un multiple de capitalisation très élevé, ce qui lui permet de financer la location par ses clients.

## Record d'introductions en Bourse
Les introductions en Bourse ont sur l'année totalisé 4 milliards de dollars, du jamais vu dans l'histoire. La
bulle spéculative a cette année là plus largement impliqué toutes les actions qui semblent être liées à la technologie, avec des sociétés de toutes les tailles et une vague d'éditeurs de logiciels et de vendeur de modems, qui rappelle le frénésie de la dotcom de 1999.
Profitant d'un "essor soudain et inattendu" de la technologie, "de nombreuses prises champignons apparurent dans la Silicon Valley" dans le secteur de l'électronique, "13 en 1968, 8 en 1969", à "l'époque pendant laquelle de futurs grands noms de l'industrie américaine des conducteurs émergèrent :Intel, National Semiconductor, Mostek", se "plaçant aux côtés des firmes déjà
àmaîtresses de l'innovation : Texas Instruments, Fairchild, Motorola".
De nombreux investisseurs institutionnels autrefois réticents ont foncé vers de nouvelles petites émissions d'actions "qui offraient une chance de profit rapide", parmi lesquelles de "petites entreprises de services informatiques", qui "n’ont eu aucun mal à faire émerger de nouvelles émissions boursières souvent très spéculatives".
La revue informatique Datamation publie dans son numéro d'août 1968 un long article pour donner des conseils sur comment s'introduire en Bourse et rappelle que si un an après l’offre publique la société a 500 actionnaires ou plus et un actif brut d’au moins 1 million de dollars, ses dirigeants, administrateurs et actionnaires à plus 10 %, doivent informer immédiatement 
des variations de leurs avoirs au capital

## Sommets de juin et décembre 1968
Le 13 juin 1968, le volume d'échanges a culminé à 21,3 millions d’actions rien que pour le Big Board de Wall Street,, et il était devenu pratiquement impossible de passer des commandes pour de nombreuses actions OTC. Les téléphones étaient bloqués et aucun acquéreur ne pouvait pas atteindre d’autres contreparties pour faire des achats. Le marché va continuer à monter ensuite et il a atteint un sommet en novembre 1968, puis a globalement perdu près de 30% jusqu'à juin 1970, quand la Fed a réagi de manière agressive pour empêcher une crise financière après la faillite de la compagnie ferroviaire Penn-Central en juin 1970.
À la fin de l’année 1968, l’indice approchait son sommet historique de 995,15, établi en février 1966. De novembre 1967 à avril 1968, la Réserve fédérale avait relevé le taux d’escompte trois fois, le faisant passer de 4 % à 5,5%, un sommet depuis 39 ans. Elle l'a par la suite abaissé à 5,25%, puis l’a relevé de nouveau en décembre à 5,5%. Les prix avaient alors bondi de 4,3 %, plus forte hausse annuelle depuis la guerre de Corée en 1951, sous l'effet de l'embardée du mois d’octobre, dernier mois alors connu qui les a vu grimper à un rythme annuel de 7,2 %, presque aussi vite que la production de biens et services ( rythme annuel de 8,7 %). L’économiste Arthur Burns, l’un des conseillers les plus influents de Richard Nixon venait alors d'avertir que "si l’inflation se poursuit, une crise économique pourrait devenir inévitable".
Au cours des neuf premiers mois de l’année, environ 3,4 millions de travailleurs syndiqués ont obtenu des augmentations annuelles moyennes de 7,5 %, le plus fort gain depuis que le ministère du Travail les a répertoriés en 1954. L'appétit pour les voitures modernes à entraîné environ 9,6 millions d'achats en un an, portant le parc américain à 100 millions de voitures pour 60 millions de familles, soit près de deux voitures dans chaque garage. Côté entreprises, les emprunteurs de premier ordre ont dû payer en moyenne 6,75% autre record historique, et les rendements obligataires ont augmenté si rapidement que de nombreux emprunteurs ont reporté ou réduit la taille des nouvelles émissions alors que le dividende moyen au sein de l’indice Standard & Poor’s est tombé à 2,89 %, au plus bas depuis février 1962.
Une "nouvelle économie" a "bien servi lorsque les entreprises avaient besoin d’un coup de pouce" mais arrive à ses limites, analyse Time magazine le 27 décembre 1968, en estimant que Richard Nixon, et les autres dirigeants mondiaux, "pourraient faire face à une autre crise monétaire grave l’an prochain" face à un "vieux système monétaire grincant" porté pars "des prêts, des swaps de devises et programmes temporaires d’austérité".

## Wall Street débordé par l'afflux d'achat
Entre 1965 et 1969, près de 43 000 emplois sont créés à Wall Street en raison de l'augmentation du nombre de transactions et des cours et c'est l'année 1968 qui créé les plus gros besoins.
La perspective d'arrêter les bombardements au Vietnam a joué un rôle dans la progression des volumes d'échanges sur le marché au cours de l'année 1968, qui le voit dès mars dépasser les records vieux de 1929.
Sur le Big Board, le volume annuel a bondi de 20 % pour atteindre un record de près de 3 milliards d’actions, "stimulant les efforts tardifs pour informatiser les procédures administratives archaïques". Sous l’impulsion de la Securities and Exchange Commission, la Bourse de New York a réduit les commissions de 7 % sur les ordres de 1000 actions ou plus

### La percée de l'agence Reuters
Le 3 avril, l'agence Reuters donne avec 21 minutes d'avance un scoop annonçant que « le Vietcong veut négocier » et en fait une publicité dans le Wall Street Journal pour montrer le coût pour les boursiers du quasi-monopole de l'agence Dow Jones. Dans la foulée, l'agence Reuters signe 40 contrats pour fournir le service de news Ultronics, lancé le 2 janvier mais qui s'était heurté à des pratiques anticoncurrentielles de l'alliance Associated Press-Dow Jones lancée en avril 1967, obligeant Reuters à la poursuivre au nom de la loi anti-trust. Depuis 1965, l'agence Reuters avait décidé de lancer un service financier aux USA, contre Dow Jones, avec l'aide du courtier Merril Lynch.

### Première transaction électronique en août 1968
En août 1968 a été opérée la première transaction électronique par le courtier Goodbody, qui au moment de son effondrement deux plus tard et son rachat par Merrill Lynch en octobre 1970, était encore le cinquième courtier en actions aux États-Unis, malgré les difficultés financières causées par un bug informatique en 1969, qui lui a coûté 7,5 millions de dollars.

### Investissements de la NASD pour créer le futur Nasdaq
Le Nasdaq n'existe pas encore, il va démarrer en 1969, mais le marché OTC, sur lequel la plupart des entreprises moyennes sont cotées, va décider de se réformer face à l'afflux d'ordres de bourse sous forme papier, devenu difficile à gérer, sous la pression des membres de l’Association nationale des courtiers en valeurs mobilières (NASD), son organisme d’autocontrôle.
La NASD examine lui dès 1968 les offres pour un système informatique de plusieurs millions de dollars, pour des opérations informatiques en temps réel sur au moins 2000 valeurs, qui doit être opérationnel pour 1970. Certains courtiers et prestataires ont déjà massivement investi au moment de la bulle de 1968 ou envisagent de le faire. Bache prévoit d'installer un centre de données de 700 000 millions de dollars à son siège de Wall Street et son rival Merrill Lynch, premier courtier américain, a déjà installé 1500 terminaux dans ses différents bureaux à travers l'Amérique, ce qui lui permet de gagner 200000 clients sur l'année. Mais selon une enquête de Terry Robards dans le New-York Times, c'est surtout les 12000 machines installées depuis 1964 par Bunker Ramo et les 10000 déployées par Ultronics Systems pour son Stockmasterqui ont révolutionné les années précédentes l'investissement boursier.

## Une correction qui dure deux ans
La correction boursière qui suit la bulle se fait en plusieurs étapes mais prend vraiment de l'importance au printemps 1970. Elle se produit seulement huit ans après le Krach du 28 mai 1962, qui s'était traduit par un quasi-effondrement pour les valeurs du secteur de l'électronique et de l'informatique, après une bulle spéculative les trois années précédentes.

### Ampleur de la correction

#### Moins 80% pour le secteur technologique
Le valeur moyenne des actions de sociétés d’ordinateurs a chuté de 80 % depuis le sommet atteint à la fin de 1968 jusqu’au point bas du 26 mai 1970. Le temps fort du "krach" des actions technologiques de 1970 s’est produit en seulement cinq semaines, sur la période du 20 avril au 26 mai 1970. La première journée de véritable correction boursière a été provoquée par une chute brutale des cours le 22 avril 1970, expérimentée en premier lieu par le fondateur d'EDS, Ross Perot. Les actions de son groupe de services informatiques ont chuté de 60 dollars ce jour-là, ce qui lui a coûté environ 450 millions de dollars, mais sans trop l'inquiéter. De nombreuses actions technologiques ont chuté de 80 % ou plus au cours de ce deuxième trimestre de 1970, l'indice boursier général S&P 500 ne perdant lui que 19 %, et le Dow Jones que 13 %.

#### IBM deux fois moins affaibli que Control Data
Les actions EDS de Perot ont chuté de 85 % sur le trimestre, passant de 162 à 2 dollars, tandis que celles de Control Data on chuté de 83 %. Mohawk Data a plongé de 84 %, Sperry Rand de 72 %, Texas Instruments de 57 % et NCR de 64 %. IBM n’a perdu que 42 %, mais cela représentait 18 milliards de dollars partis en fumée en seulement trois mois, soit la plus grosse perte en dollars. Même des grands noms de  Wall Street jugés aussi solides que Polaroid ont chuté, de 64 % pour le fabricant d'appareils photos.

### Prémices de la correction chez IBM et Control Data
Dès le 19 janvier, IBM a occupé le devant de la scène à Wall Street quand ses actions ont chuté de près de 20 dollars pour tomber à 350 dollars en réaction aux bénéfices du géant informatique, jugés révélateurs de prix de vente moins élevé que prévu, car pour la première fois depuis 1959 en baisse. Les bénéfices du quatrième trimestre ont diminué pour s’établir à 2,17 dollars par action contre 2,21 pour l’exercice précédent même si l'année 1969 se solde sur une forte hausse à 8,21 dollars par action par rapport aux 7,71 dollars de 1968, mais la baisse du quatrième trimestre est survenue à un moment où l’intérêt spéculatif avait envoyé dans la stratosphère des actions glamour, observe alors un article du New York Times.
Très suivi aussi, Control Data, spécialiste de la technologie du superordinateur, est jugé sur un "créneau trop étroit", car la "crise de 1970" le "frappe de plein fouet", avec 35,6 millions de dollars de pertes sur 480 millions de dollars de ventes". Il ne résistait que grâce une "politique de diversification" entreprise très tôt, dès 1966". L'action Control Data avait commencé à faiblir de 10% à la mi-janvier 1970 avant même l’annonce IBM en raison d'une révision à la baisse des estimations de revenu pour 1970 par certains analystes, donnant le signal du repli dans le groupe des valeurs informatiques les plus suivies.

### Causes de la correction

#### Politique monétaire et récession
Parmi les causes politiques et macroéconomiques du crash de 1970, la récession économique ouvertement considérée par le président américain Richard Nixon en 1969 comme un moyen de lutter contre l’inflation en "refroidissant l’économie".
Poursuivant une politique monétaire restrictive pour lutter contre l'inflation,  William McChesney Martin, président de la Réserve fédérale depuis 1951, reste en place alors que Nixon s'attendait à ce qu'il démissionne. L'inflation grimpe à 5,2% au deuxième trimestre 1969 , et les banques font grimper leur taux interbancaire à 8,5% le 8 juin 1968, première hausse d'un point entier de l'histoire. La croissance de la masse monétaire est déjà passée de 7,2% en 1968 à un rythme annuel de 4,3% au premier semestre 1969? avant de stagner au second. Conseillé par l'économiste Milton Friedman, Nixon a confronté Martin de renoncer à sa politique monétaire mais il refuse de céder, et Arthur Burns lui succède le 1er février 1970.

#### Stratégies d’IBM et Control Data
Parmi les causes de l’effondrement boursier qui s'est produit plus tard, la stratégie d’IBM, géant informatique que le ministère de la Justice avait accusé de "regrouper" son matériel et ses logiciels, au moment ce qui a été appelé le "procès anti-monopole contre IBM des années 1960 et 1970". Sur longue période, le cours de l'action IBM est demeuré pratiquement inchangé de 1968 à 1993, date à laquelle Lou Gerstner est devenu PDG après cette "bataille juridique de 13 ans".
Dès le 23 août 1970, IBM a tenté de trouver une solution à l'inquiétude des investisseurs. Ainsi, deux sociétés américaines de logiciel retirent leur plainte, Applied Data Research (ADR) et Programmatics, qui font savoir par un communiqué commun qu'IBM rembourse ADR au nom des deux plaignants, "de certains coûts résultant des problèmes soulevés". Selon Le Monde, la somme
s'élève à 1,4 million de dollars, en plus d'un marché de 600 000 dollars sur trois ans pour la fourniture du programme "Autoflow" développé par Applied Data Research.

#### Réduction des programmes de la NASA
Parmi les autres causes, de nouvelles émeutes en 1970 dans les campus universitaires et des fusillades à Kent State (4 mai) et à Jackson State (14 mai), ou encore la mission ratée d’Apollo 13 du 11 au 17 avril 1970
En novembre 1970, la réduction des programmes de la NASA cause un choc, en s'ajoutant à "la prévision d'une fin de conflit au Vietnam". Le programme Apollo lui-même est touché par les réductions budgétaires : la dernière mission planifiée (Apollo 20) est annulée tandis que les vols restants sont étalés jusqu'en 1974. La NASA doit se préparer à se séparer de 50 000 de ses employés et sous-traitants (sur 190 000) tandis que l'on annonce l'arrêt définitif de la fabrication de la fusée Saturn V qui ne survivra donc pas au programme. Un nouveau projet, vers Mars, proposé par un comité d'experts sollicité par le nouveau président républicain Richard Nixon ne reçoit aucun appui ni dans la communauté des scientifiques ni dans l'opinion publique. Il est rejeté par le Congrès sans débat,.

#### Surproduction dans l'électronique
L'offre étant supérieure à la demande, les prix de l'électronique ont tendance à diminuer plus vite que prévu, créant "la catastrophe pour beaucoup" sur le marché des composants électroniques, après "plusieurs années d'euphorie" qui avaient vu les valeurs d'électronique se contentant "d'administrer la pénurie" et de surfer sur une consommation annuelle en augmentation de 18 % en moyenne par an, faire "les beaux jours de Wall Street". C'est "l'hécatombe" pour un "grand nombre de petites entreprises lancées dans cette industrie nouvelle", dont le français Sescosem, l'une "des dernières entreprises à fabriquer encore une grande partie de transistors au germanium", tandis que la route 128 "est maintenant truffée d'usines fermées".